# Jan Goossens
Jan Goossens (* 19. Februar 1930 in Genk, Belgien) ist ein belgischer Sprachwissenschaftler, der an der Universität Münster niederländische und niederdeutsche Philologie lehrte.

## Leben
Jan Goossens wurde 1930 als Sohn von Michel und Maria Goossens (geborene Lenaerts) geboren. Er studierte ab 1951 deutsche und niederländische Philologie an der Universität Löwen, schloss das Studium 1955 ab und arbeitete anschließend bis 1961 als Lehrer in Hasselt. 1960 wurde er in Löwen promoviert. Ab 1961 lehrte er als Dozent an der Universität Marburg, 1965 wechselte er als Professor an die Universität Löwen. 1969 wurde er als Professor für niederländische und niederdeutsche Philologie an die Universität Münster berufen, an der er bis zum Eintritt in den Ruhestand 1995 lehrte.
Von 1971 bis 1999 war Goossens Vorsitzender der Kommission für Mundart- und Namenforschung Westfalens mit Sitz in Münster, von 1975 bis 1984 Vorsitzender des Vereins für niederdeutsche Sprachforschung mit Sitz in Hamburg. Lange Jahre war er Herausgeber der Zeitschrift Niederdeutsches Wort in Münster.
Jan Goossens ist seit 1956 mit Magda Vanmaele verheiratet und hat vier Kinder.

## Ehrungen
Goossens ist Mitglied der Königlichen Akademie für Niederländische Sprach- und Literaturwissenschaften (Koninklijke Academie voor Nederlandse Taal- en Letterkunde, abgekürzt KANTL). 1986 erhielt er das Große Verdienstkreuz der Bundesrepublik Deutschland, 1988 wurde er von der Universität Löwen mit der Ehrendoktorwürde ausgezeichnet.

## Schriften (Auswahl)
- Die niederländische Strukturgeographie und die Reeks Nederlandse Dialectatlassen. Noord-Hollandsche Uitgevers Maatschappij, Amsterdam 1965.
- Strukturelle Sprachgeographie. Eine Einführung in Methodik und Ergebnisse. Winter, Heidelberg 1969.
- Was ist Deutsch und wie verhält es sich zum Niederländischen? Königlich Niederländische Botschaft, Bonn 1971.
- Niederdeutsch – Sprache und Literatur. Wachholtz, Niemünster 1973.
- Historische Phonologie des Niederländischen. Niemeyer, Tübingen 1974, ISBN 3-484-60035-7.
- Deutsche Dialektologie. de Gruyter, Berlin 1977, ISBN 3-11-007203-3.
- Reynke, Reynaert und das europäische Tierepos. Gesammelte Aufsätze. Waxmann, Münster 1998, ISBN 3-89325-657-1.
- Ausgewählte Schriften zur niederländischen und deutschen Sprach- und Literaturwissenschaft. Waxmann, Münster 2000, ISBN 3-89325-871-X.